# Celspecialisatie
Celspecialisatie is wanneer een cel zich specialiseert in één functie, de cel stopt met het doen van andere activiteiten en zich richt op het doen van het activiteit waarin ze gespecialiseerd zijn. De cellen in de darmen zijn bijvoorbeeld gespecialiseerd in het opnemen en afscheiden van stoffen.